# THE CARTEL FROM STREETS
『THE CARTEL FROM STREETS』（ザ・カルテル・フロム・ストリーツ）は、日本のシンガーソングライター・AK-69が2009年9月2日にMS Entertainmentから発売したインディーズ5枚目のオリジナルアルバム。
初回盤には2009年に発売された「IRON HORSE -No Mark- 」のPVとメイキングを収録したDVDが付属した。

## 収録曲
1. The Cartel From Streets
作詞：AK-69
プロデュース：RIMAZI、AK-69
2. Only God Can Judge Me
作詞：AK-69
プロデュース：NATO、AK-69
3. FXXk Off
作詞：AK-69
プロデュース：GRAND BEATZ (DJ RYOW & TOMOKIYO)、AK-69
4. HIP HOP 4 Life feat. HOKT,Kayzabro,BIG RON
作詞：AK-69、HOKT、Kayzabro、BIG RON
プロデュース：DJ DOPEMAN、AK-69
コ・プロデュース：Onodub
5. Around My Hood
作詞：AK-69
プロデュース：RIMAZI、AK-69
6. WAYA
作詞：AK-69
プロデュース：RIMAZI、AK-69
7. A to Z feat. ZANG HAOZI
作詞：AK-69、ZANG HAOZI
プロデュース：Shualtz、AK-69
8. They Don't Know
作詞：AK-69
プロデュース：RYU、AK-69
9. 雨音 feat. LA BONO
作詞：AK-69、LA BONO
プロデュース：RIMAZI、AK-69
10. CROWZ feat. Phobia Of Thug (Mr.OZ/Ganxta Cue),Lil'J
作詞：AK-69、Mr.OZ、Ganxta Cue
プロデュース：Lil'J、AK-69
11. C・H・A・B・A・N
作詞：AK-69
プロデュース：KNOCK、AK-69
12. ダッチ
作詞：AK-69
プロデュース：RIMAZI、AK-69
13. Skit ～追憶の夜～
14. And I Love You So
作詞：AK-69
プロデュース：RIMAZI、AK-69
15. Sun Rise
作詞：AK-69
プロデュース：RIMAZI、AK-69
16. Lookin' In My Eyez
作詞：AK-69
プロデュース：NATO、AK-69
17. The Last Song ～My Love Epilogue～ feat. ARIA
作詞：AK-69、ARIA
プロデュース：RIMAZI、AK-69、ARIA
18. 69 Party feat. DJ MOTO a.k.a. DON GRANDE
作詞：AK-69
プロデュース：DJ MOTO a.k.a. DON GRANDE、AK-69

## 参加ミュージシャン
- AK-69：MC (全曲)

Additional Musician
- Lil'J：Talk Box (#10)
- 東海児童合唱団：Chorus (#15)

## タイアップ
- ヘキサゴン・ピクチャーズ配給映画『ハイキック・ガール!』エンディングテーマ (#16)